# 石塚博英
石塚 博英（いしづか はくえい、1953年または1954年  - ）は、日本の地方公務員。福井県副知事、若狭湾エネルギー研究センター理事長を経て福井県信用保証協会理事長。瑞宝中綬章受章。

## 経歴
福井県出身。1978年 (昭和53年) 東京大学卒業、福井県庁入庁。安全環境、総務各部長を経て2013年 (平成25年) 7月 西川一誠知事の下で副知事。在任中は福井県防災会議委員などを務めた。2017年7月 県総務部長の山田賢一を後任に任期満了退任。2018年4月 若狭湾エネルギー研究センター理事長。2023年 (令和5年) 9月 やはり元福井県副知事の櫻本宏を後任に理事長退任。同年8月 福井県信用保証協会理事長。

## 栄典
- 2024年11月　令和6年秋の叙勲で瑞宝中綬章を受章[5][6]